# Storbritannien i olympiska vinterspelen 1998
Storbritannien deltog med 34 deltagare vid de olympiska vinterspelen 1994 i Nagano. Totalt vann de en bronsmedalj.

## Medaljer

### Brons
- Sean Olsson, Dean Ward, Courtney Rumbolt och Paul Attwood - Bob - Fyrmanna.